# Prototrygaeus jordanae
Prototrygaeus jordanae is een zeespin uit de familie Ammotheidae. De soort behoort tot het geslacht Prototrygaeus. Prototrygaeus jordanae werd in 1990 voor het eerst wetenschappelijk beschreven door Child. 